# Chameleon (film)
Chameleon é un film per la televisione statunitense del 1998 diretto da Stuart Cooper. Il film ha avuto due seguiti Chameleon II: Death Match del 1999 e Chameleon 3: Dark Angel del 2000.

## Trama
Kam (Bobbie Phillips) é una creazione genetica, creata per diventare una super-assassina, scopre i suoi istinti materni mentre cerca di proteggere un bambino dal governo.